# واقع‌گرایی پساکلاسیک (روابط بین‌الملل)
واقع گرایی پساکلاسیک اصلاحی در نظریه روابط بین‌الملل می‌باشد که توسط استفان بروکس ابداع شده است. این اصلاح به شاخه‌ای از نظریه واقع گرایی در روابط بین‌الملل اشاره دارد که می‌توان آنرا از نظریه نوواقع گرایی کنت والتز جدا دانست. واقع گرایی پساکلاسیک تقریباً معادل واقع گرایی تدافعی است.

## پی‌نوشت‌ها
1. ↑  Brooks, Stephen, Dueling Realisms, International Organisation, Vol 51, 3, July 1997 pp.445-477
2. ↑  Taliaferro, Jeffrey, Security Seeking Under Anarchy: Defensive Realism Revisited, International Security, Vol 25, 3, Winter 2001 pp.134